# Eugène Gerards
Eugène Marie Gerards (Brunssum, 7 maggio 1940 – Gouves, 2 gennaio 2018) è stato un allenatore di calcio, dirigente sportivo e calciatore olandese, di ruolo attaccante.

## Palmarès

### Allenatore

#### Competizioni nazionali
- Campionato cipriota: 1

APOEL: 2001-2002
- Coppa di Grecia: 1

OFI Creta: 1986-1987
- Supercoppa di Cipro: 1

APOEL: 2002

#### Competizioni internazionali
- Coppa dei Balcani per club: 1

OFI Creta: 1988-1989